# Danh sách Pokémon thế hệ V

Logo quốc tế của thương hiệu Pokémon

Thế hệ thứ năm (Generation V) của thương hiệu Pokémon có 156 loài sinh vật hư cấu được giới thiệu cho loạt trò chơi video cốt lõi Pokémon Black và White cho Nintendo DS vào năm 2010. Một số Pokémon trong thế hệ này đã được giới thiệu trong bản hoạt hình chuyển thể của thương hiệu nhượng quyền thương mại trước Black và White.
Danh sách sau đây nêu chi tiết 156 Pokémon thế hệ V theo thứ tự số National Pokédex. Pokémon đầu tiên, Victini, là số 494 và cuối cùng, Genesect, là số 649. Các hình thức thay thế dẫn đến thay đổi hệ, Tiến hóa Mega và các hình thức khu vực cũng được đưa vào các bảng thế hệ để thuận tiện cho việc tra cứu. Ngoài ra, bạn nên xem trước Bảng chú thích Loài Pokémon ở dưới đây để thuận tiện nếu bạn muốn tìm những Pokémon khởi đầu, huyền thoại, bí ẩn trong bảng danh sách Pokémon.

## Bảng chú thích Loài Pokémon
| Bảng dùng cho tất cả các danh sách Thế hệ ở bên dưới | Bảng dùng cho tất cả các danh sách Thế hệ ở bên dưới | Bảng dùng cho tất cả các danh sách Thế hệ ở bên dưới |
| Mã                                                   | Ý nghĩa                                              | Mô tả |
| ---------------------------------------------------- | ---------------------------------------------------- | --- |
| KĐ                                                   | Pokémon khởi đầu                                     | Pokémon đầu tiên mà người chơi có thể có được trong các trò chơi chính (Trong anime, đây là Pokémon khởi đầu khi đến một vùng nào đó, trừ phần Sun and Moon).                    |
| CĐ                                                   | Pokémon Cổ đại                                       | Pokémon cổ đại chỉ thu được bằng cách hồi sinh hóa thạch. |
| BC                                                   | Pokémon bé con                                       | Pokémon bé con thu được chủ yếu bằng cách nhân giống các dạng tiến hóa của chúng.                                                                                                |
| HT                                                   | Pokémon huyền thoại                                  | Pokémon mạnh mẽ gắn liền với truyền thuyết của thế giới Pokémon. |
| BA                                                   | Pokémon bí ẩn                                        | Pokémon chỉ có thể có được thông qua các sự kiện phân phối (điều này không bao gồm Deoxys, vì trong Pokemon Omega Ruby và Alpha Sapphire, Deoxys có thể bị bắt trong Tập Delta.) |
| UB                                                   | Ultra Beast                                          | Pokémon đến từ không gian khác. (Phần Sun and Moon) |

## Danh sách Pokémon
| Loài | Tên Tiếng Nhật | Tên Tiếng Anh | Số National Pokédex | Hệ       | Hệ       | Tiến hóa thành (Tên Tiếng Nhật) | Xuất hiện lần đầu |
| Loài | Tên Tiếng Nhật | Tên Tiếng Anh | Số National Pokédex | Thứ nhất | Thứ hai  | Tiến hóa thành (Tên Tiếng Nhật) | Xuất hiện lần đầu |
| ---- | -------------- | ------------- | ------------------- | -------- | -------- | ------------------------------- | ----------------- |
| BA   | Victini        | Victini       | 494                 | Tâm linh | Lửa      | Không tiến hóa                  | Black và White    |
| KĐ   | Tsutarja       | Snivy         | 495                 | Cỏ       | Cỏ       | Janovy (#496)                   | Black và White    |
|      | Janovy         | Servine       | 496                 | Cỏ       | Cỏ       | Jalorda (#497)                  | Black và White    |
|      | Jalorda        | Serperior     | 497                 | Cỏ       | Cỏ       | Không tiến hóa                  | Black và White    |
| KĐ   | Pokabu         | Tepig         | 498                 | Lửa      | Lửa      | Chaoboo (#499)                  | Black và White    |
|      | Chaoboo        | Pignite       | 499                 | Lửa      | Giác đấu | Enbuoh (#500)                   | Black và White    |
|      | Enbuoh         | Emboar        | 500                 | Lửa      | Giác đấu | Không tiến hóa                  | Black và White    |
| KĐ   | Mijumaru       | Oshawott      | 501                 | Nước     | Nước     | Futachimaru (#502)              | Black và White    |
|      | Futachimaru    | Dewott        | 502                 | Nước     | Nước     | Daikenki (#503)                 | Black và White    |
|      | Daikenki       | Samurott      | 503                 | Nước     | Nước     | Không tiến hóa                  | Black và White    |
|      | Minezumi       | Patrat        | 504                 | Thường   | Thường   | Miruhog (#505)                  | Black và White    |
|      | Miruhog        | Watchog       | 505                 | Thường   | Thường   | Không tiến hóa                  | Black và White    |
|      | Yorterrie      | Lillipup      | 506                 | Thường   | Thường   | Herderrie (#507)                | Black và White    |
|      | Herderrie      | Herdier       | 507                 | Thường   | Thường   | Mooland (#508)                  | Black và White    |
|      | Mooland        | Stoutland     | 508                 | Thường   | Thường   | Không tiến hóa                  | Black và White    |
|      | Choroneko      | Purrloin      | 509                 | Bóng tối | Bóng tối | Lepardas (#510)                 | Black và White    |
|      | Lepardas       | Liepard       | 510                 | Bóng tối | Bóng tối | Không tiến hóa                  | Black và White    |
|      | Yanappu        | Pansage       | 511                 | Cỏ       | Cỏ       | Yanakkie (#512)                 | Black và White    |
|      | Yanakkie       | Simisage      | 512                 | Cỏ       | Cỏ       | Không tiến hóa                  | Black và White    |
|      | Baoppu         | Pansear       | 513                 | Lửa      | Lửa      | Baokkie (#514)                  | Black và White    |
|      | Baokkie        | Simisear      | 514                 | Lửa      | Lửa      | Không tiến hóa                  | Black và White    |
|      | Hiyappu        | Panpour       | 515                 | Nước     | Nước     | Hiyakkie (#516)                 | Black và White    |
|      | Hiyakkie       | Simipour      | 516                 | Nước     | Nước     | Không tiến hóa                  | Black và White    |
|      | Munna          | Munna         | 517                 | Tâm linh | Tâm linh | Musharna (#518)                 | Black và White    |
|      | Musharna       | Musharna      | 518                 | Tâm linh | Tâm linh | Không tiến hóa                  | Black và White    |
|      | Mamepato       | Pidove        | 519                 | Thường   | Bay      | Hatoboh (#520)                  | Black và White    |
|      | Hatoboh        | Tranquill     | 520                 | Thường   | Bay      | Kenhallow (#521)                | Black và White    |
|      | Kenhallow      | Unfezant      | 521                 | Thường   | Bay      | Không tiến hóa                  | Black và White    |
|      | Shimama        | Blitzle       | 522                 | Điện     | Điện     | Zebraika (#523)                 | Black và White    |
|      | Zebraika       | Zebstrika     | 523                 | Điện     | Điện     | Không tiến hóa                  | Black và White    |
|      | Dangoro        | Roggenrola    | 524                 | Đá       | Đá       | Gantle (#525)                   | Black và White    |
|      | Gantle         | Boldore       | 525                 | Đá       | Đá       | Gigaiath (#526)                 | Black và White    |
|      | Gigaiath       | Gigalith      | 526                 | Đá       | Đá       | Không tiến hóa                  | Black và White    |
|      | Koromori       | Woobat        | 527                 | Tâm linh | Bay      | Kokoromori (#528)               | Black và White    |
|      | Kokoromori     | Swoobat       | 528                 | Tâm linh | Bay      | Không tiến hóa                  | Black và White    |
|      | Mogurew        | Drilbur       | 529                 | Đất      | Đất      | Doryuzu (#530)                  | Black và White    |
|      | Doryuzu        | Excadrill     | 530                 | Đất      | Thép     | Không tiến hóa                  | Black và White    |
|      | Tabunne        | Audino        | 531                 | Thường   | Thường   | Tiến Hóa Mega                   | Black và White    |
|      | Dokkorer       | Timburr       | 532                 | Giác đấu | Giác đấu | Dotekkotsu (#533)               | Black và White    |
|      | Dotekkotsu     | Gurdurr       | 533                 | Giác đấu | Giác đấu | Roubushin (#534)                | Black và White    |
|      | Roubushin      | Conkeldurr    | 534                 | Giác đấu | Giác đấu | Không tiến hóa                  | Black và White    |
|      | Otamaro        | Tympole       | 535                 | Nước     | Nước     | Gamagaru (#536)                 | Black và White    |
|      | Gamagaru       | Palpitoad     | 536                 | Nước     | Đất      | Gamageroge (#537)               | Black và White    |
|      | Gamageroge     | Seismitoad    | 537                 | Nước     | Đất      | Không tiến hóa                  | Black và White    |
|      | Nageki         | Throh         | 538                 | Giác đấu | Giác đấu | Không tiến hóa                  | Black và White    |
|      | Dageki         | Sawk          | 539                 | Giác đấu | Giác đấu | Không tiến hóa                  | Black và White    |
|      | Kurumiru       | Sewaddle      | 540                 | Bọ       | Cỏ       | Kurumayu (#541)                 | Black và White    |
|      | Kurumayu       | Swadloon      | 541                 | Bọ       | Cỏ       | Hahakomori (#542)               | Black và White    |
|      | Hahakomori     | Leavanny      | 542                 | Bọ       | Cỏ       | Không tiến hóa                  | Black và White    |
|      | Fushide        | Venipede      | 543                 | Bọ       | Độc      | Wheega (#544)                   | Black và White    |
|      | Wheega         | Whirlipede    | 544                 | Bọ       | Độc      | Pendror (#545)                  | Black và White    |
|      | Pendror        | Scolipede     | 545                 | Bọ       | Độc      | Không tiến hóa                  | Black và White    |
|      | Monmen         | Cottonee      | 546                 | Cỏ       | Tiên     | Elfuun (#547)                   | Black và White    |
|      | Elfuun         | Whimsicott    | 547                 | Cỏ       | Tiên     | Không tiến hóa                  | Black và White    |
|      | Churine        | Petilil       | 548                 | Cỏ       | Cỏ       | Dredear (#549)                  | Black và White    |
|      | Dredear        | Lilligant     | 549                 | Cỏ       | Cỏ       | Không tiến hóa                  | Black và White    |
|      | Bassrao        | Basculin      | 550                 | Nước     | Nước     | Không tiến hóa                  | Black và White    |
|      | Meguroco       | Sandile       | 551                 | Đất      | Bóng tối | Waruvile (#552)                 | Black và White    |
|      | Waruvile       | Krokorok      | 552                 | Đất      | Bóng tối | Waruvial (#553)                 | Black và White    |
|      | Waruvial       | Krookodile    | 553                 | Đất      | Bóng tối | Không tiến hóa                  | Black và White    |
|      | Darumakka      | Darumaka      | 554                 | Lửa      | Lửa      | Hihidaruma (#555)               | Black và White    |
|      | Hihidaruma     | Darmanitan    | 555                 | Lửa      | Lửa      | Không tiến hóa                  | Black và White    |
| Lửa  | Hihidaruma     | Darmanitan    | 555                 | Tâm linh |          | Không tiến hóa                  | Black và White    |
|      | Maracacchi     | Maractus      | 556                 | Cỏ       | Cỏ       | Không tiến hóa                  | Black và White    |
|      | Ishizumai      | Dwebble       | 557                 | Bọ       | Đá       | Iwapalace (#558)                | Black và White    |
|      | Iwapalace      | Crustle       | 558                 | Bọ       | Đá       | Không tiến hóa                  | Black và White    |
|      | Zuruggu        | Scraggy       | 559                 | Bóng tối | Giác đấu | Zuruzukin (#560)                | Black và White    |
|      | Zuruzukin      | Scrafty       | 560                 | Bóng tối | Giác đấu | Không tiến hóa                  | Black và White    |
|      | Symboler       | Sigilyph      | 561                 | Tâm linh | Bay      | Không tiến hóa                  | Black và White    |
|      | Desumasu       | Yamask        | 562                 | Ma       | Ma       | Desukarn (#563)                 | Black và White    |
|      | Desukarn       | Cofagrigus    | 563                 | Ma       | Ma       | Không tiến hóa                  | Black và White    |
| CĐ   | Protoga        | Tirtouga      | 564                 | Nước     | Đá       | Abagoura (#565)                 | Black và White    |
| CĐ   | Abagoura       | Carracosta    | 565                 | Nước     | Đá       | Không tiến hóa                  | Black và White    |
| CĐ   | Archen         | Archen        | 566                 | Đá       | Bay      | Archeos (#567)                  | Black và White    |
| CĐ   | Archeos        | Archeops      | 567                 | Đá       | Bay      | Không tiến hóa                  | Black và White    |
|      | Yabukuron      | Trubbish      | 568                 | Độc      | Độc      | Dustdas (#569)                  | Black và White    |
|      | Dustdas        | Garbodor      | 569                 | Độc      | Độc      | Không tiến hóa                  | Black và White    |
|      | Zorua          | Zorua         | 570                 | Bóng tối | Bóng tối | Zoroark (#571)                  | Black và White    |
|      | Zoroark        | Zoroark       | 571                 | Bóng tối | Bóng tối | Không tiến hóa                  | Black và White    |
|      | Chillarmy      | Minccino      | 572                 | Thường   | Thường   | Chillaccino (#573)              | Black và White    |
|      | Chillaccino    | Cinccino      | 573                 | Thường   | Thường   | Không tiến hóa                  | Black và White    |
|      | Gothimu        | Gothita       | 574                 | Tâm linh | Tâm linh | Gothimiru (#575)                | Black và White    |
|      | Gothimiru      | Gothorita     | 575                 | Tâm linh | Tâm linh | Gothiruselle (#576)             | Black và White    |
|      | Gothiruselle   | Gothitelle    | 576                 | Tâm linh | Tâm linh | Không tiến hóa                  | Black và White    |
|      | Uniran         | Solosis       | 577                 | Tâm linh | Tâm linh | Doublan (#578)                  | Black và White    |
|      | Doublan        | Duosion       | 578                 | Tâm linh | Tâm linh | Lanculus (#579)                 | Black và White    |
|      | Lanculus       | Reuniclus     | 579                 | Tâm linh | Tâm linh | Không tiến hóa                  | Black và White    |
|      | Koaruhie       | Ducklett      | 580                 | Nước     | Bay      | Swanna (#581)                   | Black và White    |
|      | Swanna         | Swanna        | 581                 | Nước     | Bay      | Không tiến hóa                  | Black và White    |
|      | Vanipeti       | Vanillite     | 582                 | Băng     | Băng     | Vanirich (#583)                 | Black và White    |
|      | Vanirich       | Vanillish     | 583                 | Băng     | Băng     | Baivanilla (#584)               | Black và White    |
|      | Baivanilla     | Vanilluxe     | 584                 | Băng     | Băng     | Không tiến hóa                  | Black và White    |
|      | Shikijika      | Deerling      | 585                 | Thường   | Cỏ       | Sawsbuck (#586)                 | Black và White    |
|      | Mebukijika     | Sawsbuck      | 586                 | Thường   | Cỏ       | Không tiến hóa                  | Black và White    |
|      | Emonga         | Emolga        | 587                 | Điện     | Bay      | Không tiến hóa                  | Black và White    |
|      | Kaburumo       | Karrablast    | 588                 | Bọ       | Bọ       | Mebukijika (#589)               | Black và White    |
|      | Chevargo       | Escavalier    | 589                 | Bọ       | Thép     | Không tiến hóa                  | Black và White    |
|      | Tamagetake     | Foongus       | 590                 | Cỏ       | Độc      | Morobareru (#591)               | Black và White    |
|      | Morobareru     | Amoonguss     | 591                 | Cỏ       | Độc      | Không tiến hóa                  | Black và White    |
|      | Pururill       | Frillish      | 592                 | Nước     | Ma       | Burungel (#593)                 | Black và White    |
|      | Burungel       | Jellicent     | 593                 | Nước     | Ma       | Không tiến hóa                  | Black và White    |
|      | Mamanbou       | Alomomola     | 594                 | Nước     | Nước     | Không tiến hóa                  | Black và White    |
|      | Bachuru        | Joltik        | 595                 | Bọ       | Điện     | Dentula (#596)                  | Black và White    |
|      | Dentula        | Galvantula    | 596                 | Bọ       | Điện     | Không tiến hóa                  | Black và White    |
|      | Tesseed        | Ferroseed     | 597                 | Cỏ       | Thép     | Nutrey (#598)                   | Black và White    |
|      | Nutrey         | Ferrothorn    | 598                 | Cỏ       | Thép     | Không tiến hóa                  | Black và White    |
|      | Giaru          | Klink         | 599                 | Thép     | Thép     | Gigiaru (#600)                  | Black và White    |
|      | Gigiaru        | Klang         | 600                 | Thép     | Thép     | Gigigiaru (#601)                | Black và White    |
|      | Gigigiaru      | Klinklang     | 601                 | Thép     | Thép     | Không tiến hóa                  | Black và White    |
|      | Shibishirasu   | Tynamo        | 602                 | Điện     | Điện     | Shibibeel (#603)                | Black và White    |
|      | Shibibeel      | Eelektrik     | 603                 | Điện     | Điện     | Shibirudon (#604)               | Black và White    |
|      | Shibirudon     | Eelektross    | 604                 | Điện     | Điện     | Không tiến hóa                  | Black và White    |
|      | Ligray         | Elgyem        | 605                 | Tâm linh | Tâm linh | Ohbem (#606)                    | Black và White    |
|      | Ohbem          | Beheeyem      | 606                 | Tâm linh | Tâm linh | Không tiến hóa                  | Black và White    |
|      | Hitomoshi      | Litwick       | 607                 | Ma       | Lửa      | Lampler (#608)                  | Black và White    |
|      | Lampler        | Lampent       | 608                 | Ma       | Lửa      | Chandela (#609)                 | Black và White    |
|      | Chandela       | Chandelure    | 609                 | Ma       | Lửa      | Không tiến hóa                  | Black và White    |
|      | Kibago         | Axew          | 610                 | Rồng     | Rồng     | Onondo (#611)                   | Black và White    |
|      | Onondo         | Fraxure       | 611                 | Rồng     | Rồng     | Ononokus (#612)                 | Black và White    |
|      | Ononokus       | Haxorus       | 612                 | Rồng     | Rồng     | Không tiến hóa                  | Black và White    |
|      | Kumasyun       | Cubchoo       | 613                 | Băng     | Băng     | Tunbear(#614)                   | Black và White    |
|      | Tunbear        | Beartic       | 614                 | Băng     | Băng     | Không tiến hóa                  | Black và White    |
|      | Freegeo        | Cryogonal     | 615                 | Băng     | Băng     | Không tiến hóa                  | Black và White    |
|      | Chobomaki      | Shelmet       | 616                 | Bọ       | Bọ       | Agilder (#617)                  | Black và White    |
|      | Agilder        | Accelgor      | 617                 | Bọ       | Bọ       | Không tiến hóa                  | Black và White    |
|      | Maggyo         | Stunfisk      | 618                 | Đất      | Điện     | Không tiến hóa                  | Black và White    |
|      | Kojofu         | Mienfoo       | 619                 | Giác đấu | Giác đấu | Kojondo (#620)                  | Black và White    |
|      | Kojondo        | Mienshao      | 620                 | Giác đấu | Giác đấu | Không tiến hóa                  | Black và White    |
|      | Crimgan        | Druddigon     | 621                 | Rồng     | Rồng     | Không tiến hóa                  | Black và White    |
|      | Gobit          | Golett        | 622                 | Đất      | Ma       | Goloog (#623)                   | Black và White    |
|      | Goloog         | Golurk        | 623                 | Đất      | Ma       | Không tiến hóa                  | Black và White    |
|      | Komatana       | Pawniard      | 624                 | Bóng tối | Thép     | Kirikizan (#625)                | Black và White    |
|      | Kirikizan      | Bisharp       | 625                 | Bóng tối | Thép     | Không tiến hóa                  | Black và White    |
|      | Buffron        | Bouffalant    | 626                 | Thường   | Thường   | Không tiến hóa                  | Black và White    |
|      | Washibon       | Rufflet       | 627                 | Thường   | Bay      | Warrgle (#628)                  | Black và White    |
|      | Warrgle        | Braviary      | 628                 | Thường   | Bay      | Không tiến hóa                  | Black và White    |
|      | Valchai        | Vullaby       | 629                 | Bóng tối | Bay      | Vulgina (#630)                  | Black và White    |
|      | Vulgina        | Mandibuzz     | 630                 | Bóng tối | Bay      | Không tiến hóa                  | Black và White    |
|      | Kuitaran       | Heatmor       | 631                 | Lửa      | Lửa      | Không tiến hóa                  | Black và White    |
|      | Aiant          | Durant        | 632                 | Bọ       | Thép     | Không tiến hóa                  | Black và White    |
|      | Monozu         | Deino         | 633                 | Bóng tối | Rồng     | Dihead (#634)                   | Black và White    |
|      | Dihead         | Zweilous      | 634                 | Bóng tối | Rồng     | Sazandora (#635)                | Black và White    |
|      | Sazandora      | Hydreigon     | 635                 | Bóng tối | Rồng     | Không tiến hóa                  | Black và White    |
|      | Merlarva       | Larvesta      | 636                 | Bọ       | Lửa      | Ulgamoth (#637)                 | Black và White    |
|      | Ulgamoth       | Volcarona     | 637                 | Bọ       | Lửa      | Không tiến hóa                  | Black và White    |
| HT   | Cobalon        | Cobalion      | 638                 | Thép     | Giác đấu | Không tiến hóa                  | Black và White    |
| HT   | Terrakion      | Terrakion     | 639                 | Đá       | Giác đấu | Không tiến hóa                  | Black và White    |
| HT   | Virizion       | Virizion      | 640                 | Cỏ       | Giác đấu | Không tiến hóa                  | Black và White    |
| HT   | Tornelos       | Tornadus      | 641                 | Bay      | Bay      | Không tiến hóa                  | Black và White    |
| HT   | Voltolos       | Thundurus     | 642                 | Điện     | Bay      | Không tiến hóa                  | Black và White    |
| HT   | Reshiram       | Reshiram      | 643                 | Rồng     | Lửa      | Không tiến hóa                  | Black và White    |
| HT   | Zekrom         | Zekrom        | 644                 | Rồng     | Điện     | Không tiến hóa                  | Black và White    |
| HT   | Landlos        | Landorus      | 645                 | Đất      | Bay      | Không tiến hóa                  | Black và White    |
| HT   | Kyurem         | Kyurem        | 646                 | Rồng     | Băng     | Không tiến hóa                  | Black và White    |
| BA   | Keldeo         | Keldeo        | 647                 | Nước     | Giác đấu | Không tiến hóa                  | Black và White    |
| BA   | Meloetta       | Meloetta      | 648                 | Thường   | Tâm linh | Không tiến hóa                  | Black và White    |
| BA   | Meloetta       | Meloetta      | 648                 | Thường   | Giác đấu | Không tiến hóa                  | Black và White    |
| BA   | Genesect       | Genesect      | 649                 | Bọ       | Thép     | Không tiến hóa                  | Black và White    |

### Hình dạng Mega
| Tên Tiếng Nhật | Tên Tiếng Anh | Số National Pokédex | Hệ       | Hệ      | Tiến hóa thành (Tên Tiếng Nhật) | Xuất hiện lần đầu            |
| Tên Tiếng Nhật | Tên Tiếng Anh | Số National Pokédex | Thứ nhất | Thứ hai | Tiến hóa thành (Tên Tiếng Nhật) | Xuất hiện lần đầu            |
| -------------- | ------------- | ------------------- | -------- | ------- | ------------------------------- | ---------------------------- |
| Mega Tabunne   | Mega Audino   | 531                 | Thường   | Tiên    | Không tiến hóa                  | Omega Ruby và Alpha Sapphire |